# Атанасиадис, Стефанос
Стефанос Атанасиадис (греч. Στέφανος Αθανασιάδης; 24 декабря 1988, Халкидики, Греция) — греческий футболист, нападающий клуба ПАС (Янина). Выступал за сборную Греции.

## Биография
Атанасиадис родился в селе Лакома, Халкидики в футбольной семье. Его отец и дядя были футболистами. Атанасиадис — воспитанник клуба ПАОК, перешедший из молодёжной команды в основную в сезоне 2007/08.

### Карьера в сборной
8 июня 2011 года дебютировал в сборной Греции в товарищеском матче с Эквадором (ничья, 1:1).

## Достижения
ПАОК
- Кубок Греции по футболу: 2016/2017